# Helmut Maintz
Helmut Maintz (* 14. Januar 1959 in Aachen) ist ein deutscher Bauingenieur und ehemaliger Aachener Dombaumeister.

## Leben und Wirken
Geboren im Aachener Marianneninstitut, besuchte Helmut Maintz nach seiner Mittleren Reife an der David-Hansemann-Realschule ab 1976 zunächst die Fachoberschule für Technik in Aachen und studierte im Anschluss daran Bauingenieurwesen an der Fachhochschule Aachen. Während seines Studiums, das er 1982 mit der Diplomprüfung abschloss, sammelte er praktische Erfahrungen im Betrieb der Eltern, die ein Putz- und Stuckateurunternehmen leiteten.
Nach dem Studium leistete Maintz seinen Wehrdienst bei der Bundeswehr und übernahm danach 1984 den elterlichen Betrieb. In Anbetracht der anstehenden Grundsanierung des Aachener Doms holte ihn 1986 der damalige Aachener Dombaumeister Hans-Karl Siebigs in die Dombauleitung. Nach der Pensionierung Siebigs’ im Jahr 1997 wurde Maintz auf Empfehlung des Aachener Dompropstes Hans Müllejans zunächst als Dombauleiter mit der Fortführung der Sanierungsarbeiten an der Chorhalle beauftragt und im Jahr 2000 zum Dombaumeister ernannt. Ende Januar 2023 schied Maintz aus Altersgründen aus der Dombauhütte aus und der Bauhistoriker Jan Richarz trat die Nachfolge an.
Darüber hinaus hat Helmut Maintz seit 2001 einen Lehrauftrag an der RWTH Aachen. In den Jahren 2003 und 2004 wurde er zum Leiter des EU-Projekts Netzwerk zur Mosaikrestaurierung und Konservierung (Nemorek) im Verbund mit Lourdes und Venedig und im Oktober 2004 in den Vorstand der Europäischen Vereinigung der Dombaumeister gewählt. Im Jahr 2009 holte er erstmals die Jahrestagung dieser Europäischen Vereinigung nach Aachen. Seit 2012 ist Maintz zudem auch Mitglied im International Council on Monuments and Sites (ICOMOS), dem internationalen Rat für Denkmalpflege und einer Unterorganisation der UNESCO.
Am 15. Januar 2013 erhielt der begeisterte Karnevalist den traditionsreichen „Krüzzbrürorden“ vom Pfarrausschuss Heilig Kreuz in Aachen.

## Schriften (Auswahl)
- Sanierung des Dachstuhls über dem Oktogon. Sanierung kleines Drachenloch. (= Schriftenreihe Karlsverein-Dombauverein, Band 6.) Thouet, Aachen 2003.
- Sanierung karolingisches Mauerwerk. Sanierung Turmkreuz und Neuverschieferung Turmhelm. (= Schriftenreihe Karlsverein-Dombauverein, Band 7.) Thouet, Aachen 2005.
- Sanierung Anna- und Matthiaskapelle. (= Schriftenreihe Karlsverein-Dombauverein, Band 9.) Thouet, Aachen 2007.
- Die Grund- und Außensanierung 1986 bis 2006. (= Schriftenreihe Karlsverein-Dombauverein, Band 10.) Thouet, Aachen 2008.
- Dombaumeistertagung in Aachen 2009. Vorträge zum Aachener Dom. (= Schriftenreihe Karlsverein-Dombauverein, Band 13.) Thouet, Aachen 2011.
- Sanierung Mosaiken, Marmorverkleidung und Fußböden im Zentralbau des Aachener Doms. (= Schriftenreihe Karlsverein-Dombauverein, Band 14.) Thouet, Aachen 2012.